# Robert Doerr
Robert Doerr (Técsö, 1º novembre 1871 – Basilea, 6 gennaio 1952) è stato un medico e curatore editoriale austro-ungarico naturalizzato svizzero, celebre immunologo e microbiologo, insignito nel 1933 del premio Marcel Benoist.
Ebbe fra i suoi studenti Adrienne von Speyr, che lo descrisse come uno «straordinario scienziato», le cui lezioni «erano condite da un humour eccellente».